# دقيقة صمت (مسلسل)
دقيقة صمت مسلسل تلفزيوني سوري درامي.

## القصة
تنطلق حكاية المسلسل من شخصيتين هما أمير ناصر، وأدهم منصور، يحكم عليهما بالإعدام، وفي ساعات الفجر الأولى من أحد الأيام، يقدم مدير السجن بشكل فجائي لضباطه قراراً سريعاً بتنفيذ الحكم، لكن أحداثاً غريبة تبدأ بالظهور، أولها إحراق مهجع للمساجين، وثانيها تعيين مدير جديد للسجن، لنكتشف بعدها أن هذه الأحداث، ما هي إلا توطئة لتهريب المحكومين إلى خارج السجن، بواسطة سيارة المدير الجديد، وإعدام شخصين آخرين نيابة عنهما، وتبدأ بعدها سلسلة الأحداث بالتطور.

## طاقم العمل
بطولة :-
- عابد فهد
- ستيفاني صليبا
- خالد القيش
- فادي صبيح
- رنا شميس
- جفرا يونس
- فادي أبي سمرا
- أندريه سكاف

### ضيوف الشرف
- جهاد سعد
- إياد أبو الشامات
- فايز قزق
- طارق مرعشلي
- يوسف المقبل
- هيا مرعشلي
- هشام كفارنة
- فيلدا سمور

## وصلات خارجية
- صفحة مسلسل دقيقة صمت على موقع السينما.كوم